# Zawiercie
Zawiercie é um município da Polônia, na voivodia da Silésia e no condado de Zawiercie. Estende-se por uma área de 85,25 km², com 49 908 habitantes, segundo os censos de 2017, com uma densidade de 585,4 hab/km².